# Better Luck Tomorrow
Better Luck Tomorrow é um filme de crime e drama de 2002 dirigido, co-escrito e editado por Justin Lin. O filme é sobre um grupo de adolescentes asiáticos-americanos que ficam entediados com suas vidas e começam a praticar atividades criminosas.

## Sinopse
Ben Manibag e Virgil Hu são estereotipados sobre a conquista de asiáticos-americanos cujo objetivo singular é obter aceitação em universidades de alto prestígio da Ivy League.  Ben se envolve em atividades perfeccionistas, incluindo aprender uma nova palavra SAT diariamente, e tentar o melhor recorde de Calvin Murphy para a porcentagem de arremessos livres.  Ben revela que seu perfeccionismo encobre outro lado de sua vida, incluindo casas de papel higiênico com Virgil e outros pequenos crimes, incluindo o roubo e o retorno de equipamentos de informática com Virgil e seu primo Han, para ganhar dinheiro fácil. Ben está envolvido em muitos clubes da escola, principalmente para preencher sua inscrição na faculdade. Ele faz parte do time de basquete, mas acaba recebendo apenas tempo de jogo simbólico. Ao mesmo tempo, Ben desenvolve uma queda por sua nova parceira de laboratório, Stephanie Vandergosh, uma garota de ascendência asiática adotada por uma família branca.
Depois de conhecer Daric Loo, orador oficial e presidente de quase todos os clubes estudantis, Ben se torna parte da operação de toda a escola que Daric administra. Daric paga a Jesus, outro aluno, para roubar os testes da secretaria da escola, e Ben faz truques com eles, que são vendidos aos alunos. Ben também traz Virgil e Han para a operação, e os quatro fazem uma pequena fortuna. Enquanto isso, Ben se apaixona por Stephanie.  Ele descobre que o namorado dela, Steve Choe, parece tê-la como certa. Steve descobre a paixão de Ben e se oferece para deixá-lo levá-la para o Formal de Inverno.
Como membro da equipe do Decathlon Acadêmico com Daric, Virgil e Han, a equipe pratica na casa de Daric, com as práticas se transformando em festas para beber. Depois que Daric pensa erroneamente que vai sair com Stephanie, o grupo fica intoxicado e chega a uma festa, onde são abordados por um jogador de futebol que zomba deles.  Uma luta resulta em Daric puxando uma arma, parando a luta. Na escola, na segunda-feira seguinte, as notícias da luta se espalham pela escola e a notoriedade do grupo aumenta. Eles gradualmente se expandem para golpes mais perigosos, como o roubo de peças de computadores da escola e, eventualmente, a venda de drogas.  Eles se tornam usuários, com Ben desenvolvendo um hábito pesado de cocaína. Ben se sente cada vez mais em conflito ao se sentir sufocado pelas expectativas que os outros têm dele. Em seu aniversário, ele acorda com uma hemorragia nasal como resultado do uso de cocaína, o que o assusta e muda sua vida. Ele diz ao grupo que ele quer sair. Daric concorda com ele, acrescentando que a operação deles se tornou um trabalho em tempo integral. Daric apresenta uma arma dos três para Ben no seu aniversário.
Virgílio assume a liderança da operação, mas é rapidamente exposto graças ao seu descuido e se gabar. Han é forçado a assumir a culpa pela operação e é suspenso, mas não antes de espancar Virgil. Ben retoma suas atividades acadêmicas e extracurriculares. Ele também começa a passar mais tempo com Stephanie, que revela um lado selvagem quando ela dá a ele um CD que ela roubou em lojas. Ele finalmente pede Stephanie para o formal, com o qual ela concorda.  Durante uma viagem ao campeonato do Decathlon Acadêmico em Las Vegas, Daric contrata uma prostituta para os caras, com Ben perdendo a virgindade no processo. Durante seu turno, Virgil puxa uma arma contra a prostituta e ela foge, levando a uma briga entre Virgil e Han, na qual Virgil ameaça Han com sua arma. Apesar da turbulência, a equipe vence a competição no dia seguinte.
Ben e Stephanie participam do inverno juntos e cultivam sua amizade. A situação fica clara para Ben quando Steve é visto fora do formal, esperando para levar Stephanie para casa.  Steve conhece Ben e diz que ele tem informações sobre uma possível pontuação. O grupo fica surpreso quando Steve quer que roubem a casa de seus pais. Quando pressionado por seu motivo, ele chama de "alerta" para seus pais.  Ben e Han são contra o plano, mas Daric os convence a dar a Steve um 'alerta', dizendo que Steve acha que ele é melhor que eles e essa seria a oportunidade perfeita para lhe ensinar uma lição. Eles concordam com o plano e a prática de Steve constantemente, até concordando em comprar uma arma para Steve.
Na véspera de Ano Novo, os quatro se encontram com Steve na casa de Jesus sob o pretexto de roubar a casa dos pais de Steve, mas Daric, Virgil e Han começam a atacar Steve enquanto Ben fica vigiando do lado de fora. Na luta que se seguiu, Steve pega a arma de Virgil e ela dispara.  Ben corre e, vendo a arma na mão de Steve, bate Steve até a morte com um taco de beisebol. O grupo convence Jesus a concordar em enterrar o corpo em seu quintal por US $ 300. Steve começa a se contorcer, revelando que ainda está vivo, mas Daric sufoca Steve com um pano encharcado de gasolina, enquanto Virgil, choroso, segura os braços para trás. Depois, os quatro vão para uma festa de Réveillon, onde Ben e Stephanie se beijam à meia-noite.
No dia seguinte, enquanto limpavam as consequências do assassinato, Ben e Virgil ouvem o telefone de Steve tocar no chão no quintal de Jesus. Eles desenterram, revelando que foi uma ligação de Stephanie, e Ben atende o telefone. Ben debate se deve denunciar o assassinato de Steve à polícia. A culpa pelo assassinato de Steve é demais para Virgil, que tenta cometer suicídio, fracassando, mas sofrendo um dano cerebral potencial. No hospital, Daric faz uma observação irreverente sobre os ferimentos de Virgílio que irritam Han. Daric expressa preocupação com Han ou Virgil revelando seu segredo, mas Ben simplesmente resolve não fazer nada e vai embora.
Separado do grupo, Ben está sozinho na escola. Ele encontra Stephanie um dia no caminho de casa. Ela pergunta se ele viu Steve ultimamente e expressa alguma preocupação que ele não ligou. Eles se beijam, implicando a retomada de seu relacionamento. A narração de Ben diz ao público que ele não tem ideia do que o futuro reserva, mas tudo o que sabe é que não há como voltar atrás.

## Elenco
- Parry Shen como Ben Manibag
- Sung Kang como Han
- Jason Tobin como Virgil Hu
- Roger Fan como Daric Loo
- John Cho como Steve Choe
- Karin Anna Cheung como Stephanie Vandergosh

## Produção
O diretor, Justin Lin, disse que o título de "Better Luck Tomorrow" refere-se à forma como o filme explora "toda a cultura dos jovens de hoje, especificamente asiáticos-americanos, mas também apenas a mentalidade geral dos adolescentes de hoje." Originalmente, o filme ia ser filmado em vídeo digital, mas dentro de duas semanas, depois que a Fujifilm e a Kodak ofereceu negociar com o diretor, as filmagens passaram a 35 mm.

## Relação com a franquiaFast & Furious
Na franquia cinematográfica The Fast and the Furious, Sung Kang também interpretou um personagem chamado Han em quatro filmes da série: The Fast and the Furious: Tokyo Drift (2006), Fast & Furious (2009), Fast Five  (2011) e Fast & Furious 6, todos a qual também foram dirigidos por Justin Lin.
Embora Better Luck Tomorrow não seja oficialmente parte desta franquia, tanto Justin Lin quanto Sung Kang afirmaram em entrevistas que ambos Han são o mesmo personagem. Lin explicou que decidiu fazer o personagem de Fast and Furious, Han, uma continuação sutil do personagem de Better Luck Tomorrow. Kang revelou que, no roteiro original de The Fast and the Furious: Tokyo Drift, seu personagem era outra pessoa e se chamava Fênix, mudando para Han depois que Lin sugeriu ao estúdio Universal Pictures.